# Folkparken (Miskolc)

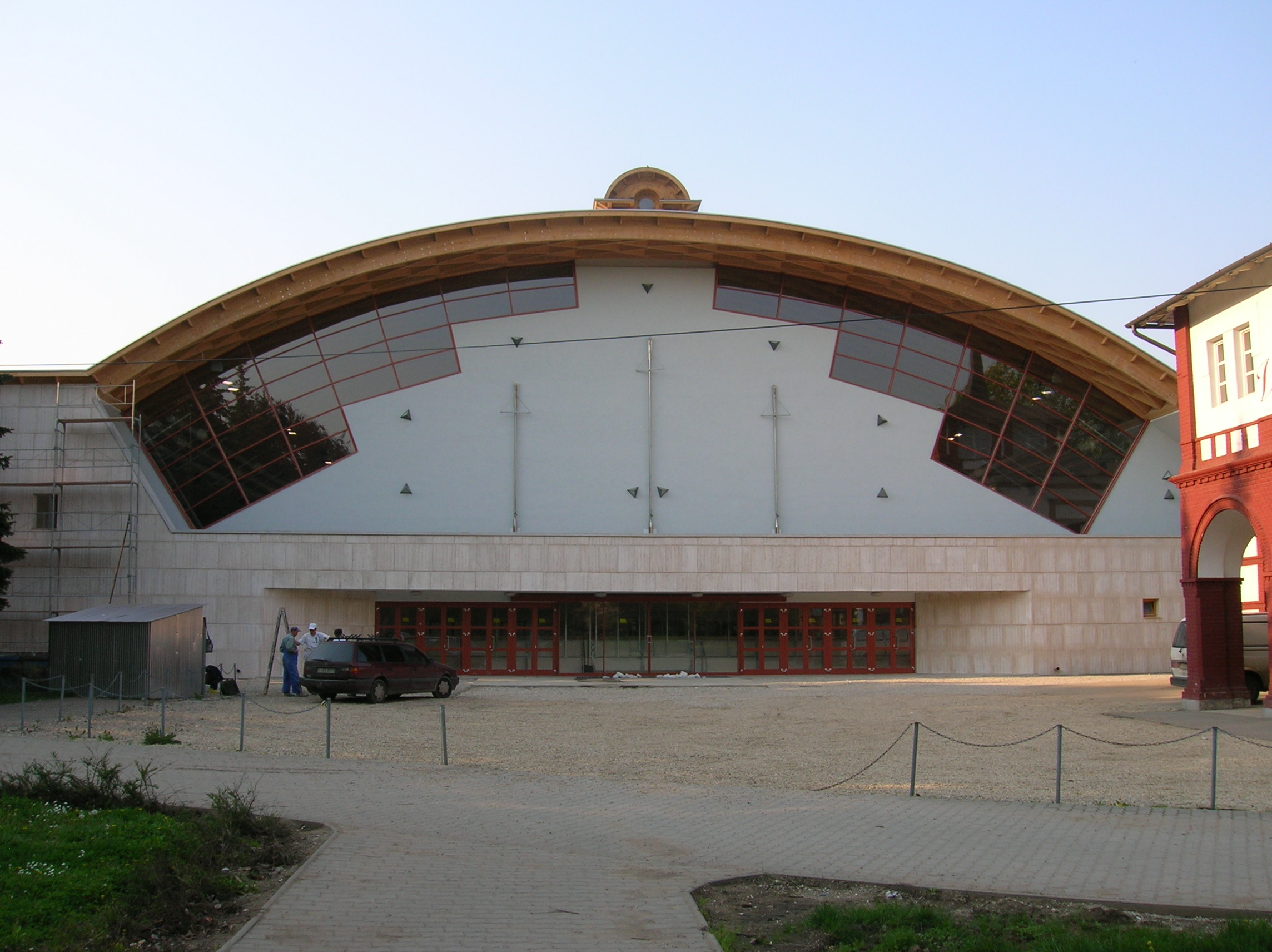
Den nybyggda ishallen i parken

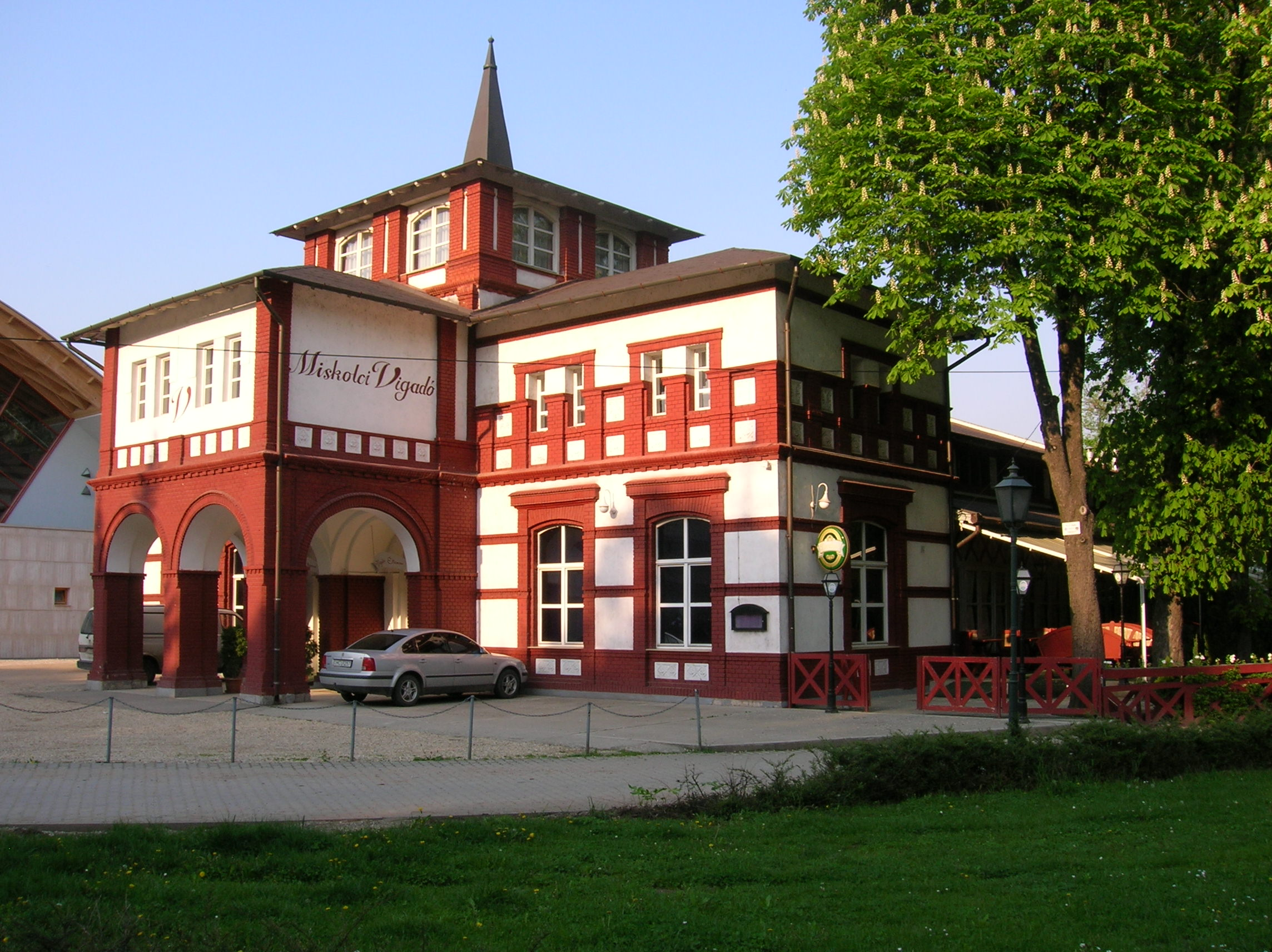
Vigadórestaurangen

Folkparken (ungerska: Népkert) är en park i Miskolc, Ungern. Med en area på 56 921 m² är det den tredje största i Miskolc, efter Tapolca-Hejőliget och Csanyik, men eftersom dessa två parker ligger utanför den egentliga staden Miskolc är detta den största stadsparken. Det finns många sportfaciliteter i parken.

## Historia
Parken blev till under 1870-talet. Under denna tiden låg parken på kanten till staden, och under några få kommande decennium blev området ett villadistrikt (där några av de finaste villorna finns kvar idag), och efter Miskolc började växa efter andra världskriget blev parken en del av dagens Belváros.

## Sevärdheter
- Bronsstaty av Drottning Elisabeth (Sissi) av Alajos Stóbl, detta var den första statyn av Elisabeth i Ungenr (1899).
- Vigadórestaurangen (designad av Alfréd Hajós)
- Statypark
- Sporthall (byggd 1970)
- Ishall (byggd 2006)
- Skatepark (endast under vintern)
- Två lekplatser